# Марспирт
Футбольний клуб «Марспирт» — аматорська футбольна команда із селища Нагірянка, що в Чортківському районі Тернопільської області. Також вказують іншу «резиденцію» клубу — Марилівка — хутір у межах Нагірянки.

## Відомості
Спонсором клубу був місцевий спиртзавод. Частину матчів команда проводила на стадіоні «Надія» і місті Копичинці. Зокрема, матч Кубка України з футболу серед аматорів 2010.

### Досягнення
- срібний призер Чемпіонату Тернопільської області — 2010
- бронзовий призер Чемпіонату Тернопільської області — 2011
- володар Кубка Тернопільської області — 2011, у фіналі перемогли ФК «Тернопіль» 2:1,[3] у півфіналі на стадіоні «Надія» (місто Копичинці) ФК «Чортків» 1:0[4]
- фіналіст Кубка Тернопільської області — 2010.

За команду грав у 2010 році колишній гравець ФК «Нива» Тернопіль Ігор Вонс.